# Le Fils prodigue (film, 1992)
Pour les articles homonymes, voir Le Fils prodigue.
Pour plus de détails, voir Fiche technique et Distribution.
Le Fils prodigue (Tuhlaajapoika) est un film finlandais réalisé par Veikko Aaltonen, sorti en 1992.

## Synopsis
Esa, un petit voyou, vient de sortir de prison et recommence à agresser des personnes pour les voler. Un jour, le psychiatre Lindström frappe à sa porte et lui formule l'étrange demande de le molester.

## Fiche technique
- Titre : Le Fils prodigue
- Titre original : Tuhlaajapoika
- Réalisation : Veikko Aaltonen
- Scénario : Iiro Küttner
- Musique : Mauri Sumén
- Photographie : Timo Salminen
- Montage : Veikko Aaltonen et Kimmo Taavila
- Production : Aki Kaurismäki
- Société de production : Villealfa Filmproductions
- Pays :  Finlande
- Genre : Drame et thriller
- Durée : 97 minutes
- Dates de sortie : 
  -  Finlande : 30 octobre 1992

## Distribution
- Hannu Kivioja : Esa Koskenranta
- Esko Salminen : Lindström
- Leea Klemola : Laura Saarela
- Markku Peltola : Makkonen
- Antti Raivio : Ade
- Sulevi Peltola : Salminen
- Matti Onnismaa : Harri
- Juhani Niemelä : Talonmies
- Nina Sallinen : Anita Selin

## Distinctions
Le film a remporté quatre Jussis : Meilleur film, Meilleur second rôle pour Esko Salminen, Meilleur scénario et Meilleure musique.